# Palpita maritima
Palpita maritima es una especie de polillas perteneciente a la familia Crambidae descrita por J. Bolling Sullivan y M. Alma Solis en 2013.
Se encuentra en los Estados Unidos en Alabama, Carolina del Norte (desde el sur del condado de Carteret hasta el condado de Brunswick) y Florida. El hábitat está formado por bosques marítimos costeros.
La envergadura es de 29 mm. Las alas superiores tiene un ápice ligeramente redondeado. El color de fondo es marrón con una mezcla de escamas entre chocolate y muy oscuras. Las manchas orbiculares y reniformes están bien marcadas. Las alas posteriores son muy oscuras y menos estampadas que las alas anteriores. Las alas inferiores son blancas y menos estampadas, pero las manchas orbiculares y reniformes son visibles. Los adultos se han registrado desde finales de marzo hasta agosto.
Las larvas probablemente se alimentan de Osmanthus americana.

## Etimología
El nombre hace referencia al tipo de hábitat, bosque marítimo costero, donde la especie es más abundante en la primavera.